# Сухинское сельское поселение
Се́льское поселе́ние «Сухинское» (бур. Сухиин hомон) — муниципальное образование в Кабанском районе Бурятии Российской Федерации.
Административный центр — село Сухая.

## История
Статус и границы сельского поселения установлены Законом Республики Бурятия от 31 декабря 2004 года № 985-III «Об установлении границ, образовании и наделении статусом муниципальных образований в Республике Бурятия»

## Население
| 2002  | 2011  | 2012  | 2013  | 2014  | 2015  | 2016  |
| ----- | ----- | ----- | ----- | ----- | ----- | ----- |
| 842   | ↗1053 | ↗1063 | ↘1059 | ↗1061 | ↗1065 | ↗1072 |
| 2017  | 2018  | 2019  | 2020  | 2021  | 2023  | 2024  |
| ↗1082 | ↘1078 | →1078 | ↘1064 | ↘777  | ↘760  | ↘744  |

## Состав сельского поселения
| № | Населённый пункт | Тип населённого пункта       | Население |
| - | ---------------- | ---------------------------- | --------- |
| 1 | Заречье          | село                         | ↗335      |
| 2 | Новый Энхэлук    | посёлок                      | ↗172      |
| 3 | Сухая            | село, административный центр | ↗550      |